# Salou
Salou (dal greco Salauris) è un comune spagnolo di 20 139 abitanti situato in provincia di Tarragona nella comunità autonoma della Catalogna.
Si trova a 10 km da Tarragona, a 100 km circa a sud-ovest di Barcellona ed è considerata la capitale turistica della Costa Daurada; è infatti una meta molto ambita dai turisti (specialmente da francesi) in particolare dai giovani, grazie alla presenza di numerosi posti di svago (discoteche, pub, locali e ristoranti), alle splendide spiagge ed al clima caldo ma ventilato.
L'attrazione principale di Salou è il parco divertimenti PortAventura Park. Molto seguito è anche il RallyRACC Catalunya - Costa Daurada, corsa automobilistica facente parte del Campionato del mondo rally che dal 2005 si svolge sulle strade che attraversano la Costa Daurada e spesso ha come sede principale proprio la città di Salou.
Il Passeig de Jaume I è invece il panorama più affascinante della città e si trova lungo la costa adiacente alla Platja Llevant, ossìa la più grande spiaggia di Salou. Altre grosse spiagge sono considerate Platja de Ponent, Platja dels Capellans, Platja Llarga e la Cala Crancs. In totale le spiagge di Salou hanno ottenuto ben 34 bandiere blu europee.
Salou è inoltre collegata giornalmente con Barcellona sia tramite un servizio di autobus di linea sia in treno con cambio a Sants.

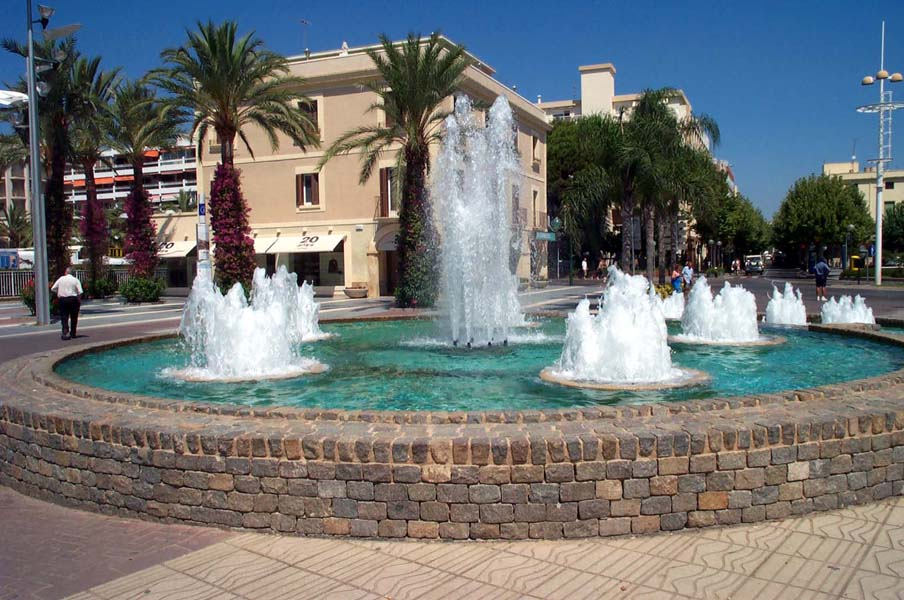
Salou